# Гарота
Гарота е инструмент за удушаване, който представлява специално пригоден за целта стол с висока облегалка, към който се фиксира тялото на жертвата, докато палачът затяга със специални ръкохватки примката около врата на осъдения. Гаротата е забранена от международното право. Този способ за екзекуции, при който краят настъпва вследствие задушаване, е изобретен и масово използван от Чуждестранния легион. Последните страни, където в края на миналия век е забранено със закон изпълнението на смъртна присъда чрез този способ, са Испания (1978 г.) и Княжество Андора (1990 г.).